# حفصیه حرزی
حفصیه حرزی (به فرانسوی: Hafsia Herzi)؛ (زادهٔ ۲۵ ژانویهٔ ۱۹۸۷ در منوسک)، هنرپیشه اهل فرانسه است. او شهرتش را با بازی در راز دانه عبداللطیف کشیش به دست آورد. از فیلم‌هایی که وی در آنها نقش داشته است می‌توان به راز دانه، منبع، ارث، داستان جنگ و خانه بردباری اشاره کرد. وی همچنین برنده جوایزی همچون جایزه مارچلو ماستریانی شده است.

## دوران کودکی
حفصیه از پدری تونسی و مادری الجزایری زاده شد و دو برادر و یک خواهر دارد و خودش کوچک‌ترین عضو خانواده است. پدرش را خیلی زود و زمانی که فقط چهارماهه بود در یک حادثه در زمان کار از دست داد. تحصیلاتش را همچون خواهر بزرگش در رشته حقوق به پایان رساند.
همه خانواده او ساکن مارسی هستند.